# Мадди, Эрос
Эрос Мадди (нидерл. Eros Maddy; род. 5 февраля 2001, Вурден, Утрехт) — нидерландский футболист суринамского происхождения, вингер клуба «Осер».

## Клубная карьера
Мадди — воспитанник клубов «Спарта» и «Аякс». 20 ноября 2018 года в матче против дублёров «Утрехта» он дебютировал в Эрстедивизи за дублирующий состав последних. В 2019 году Мадди перешёл в «Утрехт», где начал выступать за дублирующий состав. 26 октября 2021 года в поединке Кубка Нидерландов против СтеДоКо игрок дебютировал за основной состав. 18 декабря в матче против ситтардской «Фортуны» он дебютировал в Эредивизи.
Летом 2022 года Мадди перешёл в «Хелмонд Спорт». 5 августа в матче против НАК Бреда он дебютировал за новый клуб. 13 января 2023 года в поединке против НАК Бреда Эрос забил свой первый гол за «Хелмонд Спорт».
Летом 2023 года Мадди подписал контракт на 3 года с французским клубом «Осер». В матче против «Анже» он дебютировал в Лиге 2. По итогам сезона игрок помог клубу вернуться в элиту.